# Água Branca (barrio de São Paulo)
Água Branca es uno de los barrios de la ciudad de São Paulo, Brasil. Está ubicado en el distrito de Barra Funda, zona oeste. Limita con la Freguesia do Ó, Lapa y Limão. En este distrito se encuentra el Parque Estadual da Água Branca, el Estadio Allianz Parque (antiguo Parque Antártica) de la Sociedade Esportiva Palmeiras (uno de los principales equipos de fútbol paulistanos) y los estudios de TV Cultura.
El nombre “Água Branca” está relacionado con el arroyo de aguas limpias que cruzaba el barrio y que hoy está canalizado bajo la Avenida Sumaré.